# Ein wahres Verbrechen
Ein wahres Verbrechen (Originaltitel: True Crime) ist ein US-amerikanischer Spielfilm aus dem Jahr 1999. Regie führte Clint Eastwood; die Verfilmung basiert auf einem Roman von Andrew Klavan. Die Hauptrollen spielten Clint Eastwood und Isaiah Washington.

## Handlung
Der schwarze Mechaniker Frank Louis Beechum sitzt im kalifornischen Staatsgefängnis San Quentin, verurteilt zur Todesstrafe wegen Raubmordes an der Kassiererin Amy Wilson. Es ist der Tag vor seiner geplanten Hinrichtung.
Michelle Ziegler, Reporterin der örtlichen Tageszeitung The Oakland Tribune hat den Auftrag, Beechum zu interviewen. Sie kommt jedoch in der Nacht zuvor bei einem Autounfall ums Leben, und so erhält ihr Kollege, der Ex-Trinker Steve Everett vom „Abstellgleis“ der Redaktion, den Auftrag, dieses Interview durchzuführen. Bereits als er von einer Redaktions-Assistentin über Beechums Fall eingearbeitet wird, regt sich sein ausgeprägter Sinn für Geschichten, an denen etwas faul ist.
Bevor er der Sache noch genauer nachgehen kann, muss Everett vor seiner knappen Zeit noch mit seiner vierjährigen Tochter in den Zoo, weil er ihr das bereits versprochen hat. Um sein Versprechen zu halten, aber möglichst wenig Zeit zu verlieren, packt er sie in einen Kinderwagen und fährt sie im Laufschritt an den Tieren vorbei. Dabei passiert ein Unfall, und die Kleine zieht sich Schürfwunden zu. Als er später mit seiner Tochter mit Pflaster im Gesicht an der Haustür seiner Frau Barbara auftaucht, ist diese entsetzt und knallt ihm die Tür vor der Nase zu.
Er nimmt daraufhin seine Recherchearbeit wieder auf. Everetts Verdacht erhärtet sich im persönlichen Gespräch mit Beechum im Gefängnis, und Everett beginnt, auf eigene Faust zu ermitteln. Sein Chefredakteur Alan Mann ist davon wenig begeistert und will eigentlich nur eine oberflächliche Geschichte über die letzten Stunden eines Verurteilten.
Everett spricht erneut mit den Zeugen von damals und stöbert Michelles Akten durch, die den Fall ebenso kritisch betrachtet hat. Everett findet heraus, dass eine Zeugenaussage nicht der Wahrheit entsprechen kann. Er ermittelt auch eine weitere, zum Zeitpunkt des Mordes anwesende Person, Warren Russel. Er sucht dessen Familie in ihrer Wohnung auf, findet jedoch nur die Großmutter des Zeugen, der vor Jahren bei einem Überfall ermordet worden ist.
Während die Zeit bis zur Hinrichtung davonläuft, geht Everett allen Spuren nach. Er legt sich mit der damals zuständigen Staatsanwältin an. Nichts gelingt und Beechums Leben scheint verloren. Die Vorbereitungen für die Hinrichtung laufen bereits auf Hochtouren, und Beechum verabschiedet sich von seiner Familie. Zusätzlich veröffentlicht der Gefängnispriester Reverend Shillerman ohne Einwilligung von Beechum in seiner Ruhmsucht ein Geständnis von Beechum, das keines ist. Everett geht deshalb in seine Stammkneipe und betrinkt sich. 
Dort entdeckt er zufällig den Schlüssel zur Lösung des Falls: Auf einem Foto der ermordeten Kassiererin bemerkt er an ihrem Hals das Medaillon, welches Russels Großmutter getragen hat, als er sie kurz zuvor besucht hat. Sie bestätigt ihm, dass ihr Enkel es ihr nach dem Mord geschenkt und sich dabei auch verdächtig benommen hat. So kommt Everett zum Schluss, dass Russel, der drogenabhängig gewesen ist, mit geladener Waffe die Kassiererin beraubt, sie aber dann aus Frust umgebracht haben muss, weil er nicht das gewünschte Geld beim Raub bekommen hat, das er gebraucht hat, um so seine Drogensucht finanzieren zu können. Dann muss er ihr Medaillon geraubt haben, um diesen Frust kompensieren zu können, das er dann aber seiner Großmutter geschenkt hat, als ihm klar geworden ist, dass er einen Mord begangen hat, um so seine Gewissensbisse hinsichtlich der Straftat verdrängen zu können.
Nach einer Verfolgungsjagd mit der Polizei (die auch am Unfallort seiner ehemaligen Kollegin Ziegler vorbeiführt) erreicht er mit ihrer Hilfe, dass die bereits begonnene dreistufige Injektion im allerletzten Moment auf Anweisung des Gouverneurs abgebrochen wird. Es ist anzunehmen, dass daraufhin der Gefängnisdirektor Luther Plunkitt, der schon vor der abgebrochenen Hinrichtung über Shillermans Verstöße erfahren hatte und deswegen erbost war, ihn deswegen entlässt und er zusätzlich auch öffentlich in Ungnade fällt. Beechum wird aufgrund der neuen Beweislage freigelassen und kehrt dann zu seiner Familie zurück. Nach einiger Zeit trifft er zufällig den jetzt aufgrund dieses Ereignisses berühmten Everett bei Weihnachtseinkäufen wieder. Sie nicken sich zu und gehen dann ihrer Wege.

## Veröffentlichung
Die Erstaufführung war am 19. März 1999 in den Vereinigten Staaten. Der Film spielte bei einem Produktionsbudget von 55 Millionen US-Dollar 16,6 Millionen US-Dollar ein.

## Kritiken
„Nach gemächlichem, zudem ungeschickt inszeniertem Anfang kommt die Geschichte erst nach einem wunderbaren Streitgespräch zwischen Eastwood und James Woods, der hier – brillant wie immer – Eastwoods Chef mimt, so richtig in Fahrt. Trotz einiger Unstimmigkeiten in der Story bietet das Ganze aber gute Kino-Unterhaltung.“

„Mehr an einer melancholischen Selbstdarstellung als an einer argumentativen Auseinandersetzung mit der Todesstrafe interessiert, belässt Clint Eastwood die schleppende Handlung allzu sehr im unentschiedenen Bereich zwischen Krimi, moralischer Ehegeschichte und sozialem Kommentar.“

Sight & Sound lobte im Juni 1999 die Schauspielkunst von Isaiah Washington in einem „üblichen“ Thriller und hält Eastwoods Regie in narrativer Hinsicht für etwas wandernd oder nicht diszipliniert genug.

„Das Ende […] ist eine Vision, ein schöner Traum von den Dingen, wie sie hätten sein sollen. Trotzdem bleiben wir etwas unbefriedigt am Schluß, wie das manchmal ist, wenn ein gewiefter Regisseur – Michael Mann kann das auch oder Sean Penn – das Happy End so euphorisch uns präsentiert, daß wir eine Ahnung bekommen – a hunch – er könnte das genaue Gegenteil gemeint haben.“

„Größtenteils ist das ein gewohnt intelligenter Eastwood-Film, ein Thriller, der ungewöhnlicher- und ergreifenderweise aufmerksam menschlichen Emotionen gegenüber ist.“

„Außer, dass [… Gail Beechum] ihren grünen Malstift verloren hat – welcher für Papi sinnbildlich Glück und Frieden verkörpern würde. Sie plärrt, die Musik schwillt an und ich sehe die Verantwortlichen von Warner Bros. vor mir, wie sie in ihrem ‚Screening Room‘ ins Disputieren geraten sind.“

„Eastwood […], der auf die 70 zugeht, flirtet mit Frauen in den frühen Zwanzigern. […] meine ‚Suspension of Disbelief‘ brach weit vorm Ende zusammen.“

„Ein richtiggehend scheußliches Drehbuch (‚a downright awful screenplay‘).“

Desson Howe fand am 19. März 1999 in der Washington Post, es sei ein Spaß, Ikone Eastwood anzuschauen, das Deus-ex-machina-Ende sei nachgerade „lächerlich“ („laughable“). In der Parallelmontage aus Verfolgungsjagd und Hinrichtung im Finale fehle nur noch der Orang-Utan „Clyde“ aus Der Mann aus San Fernando, schrieb Peter Rainer 1999 im New York. David Edelstein von Slate sah sich von dieser Sequenz an Die Geburt einer Nation (1915) von D. W. Griffith erinnert. Douglas Cruickshank nannte True Crime bei Salon.com einen „filmischen Todeskandidaten“ („dead film walking“).

## Auszeichnungen
- Black Reel Award (2000): Eine Nominierung für die beste Nebendarstellerin (LisaGay Hamilton)
- Image Award (2000): Eine Nominierung für die außergewöhnliche Darstellerin (LisaGay Hamilton)
- Young Artist Award (2000): 2 Nominierungen für die beste Nachwuchsschauspielerin (Penny Bae Bridges und Francesca Eastwood)